# Bob Holden
Robert Lee "Bob" Holden Jr. (Kansas City, 24 agosto 1949) è un politico statunitense, governatore del Missouri dal 2001 al 2005.